# Überdeckungslemma von Wiener
Das Überdeckungslemma von Wiener (englisch Wiener covering lemma) ist ein mathematischer Lehrsatz, der im Übergangsfeld zwischen den Gebieten der Topologie, der Maßtheorie und der Harmonischen Analyse angesiedelt ist. Dieses Lemma wird dem US-amerikanischen Mathematiker Norbert Wiener zugeschrieben und behandelt eine Fragestellung zu offenen Überdeckungen von kompakten Teilmengen im euklidischen Raum und in Räumen vom homogenen Typ. Es ist verwandt mit einem ähnlichen Überdeckungslemma, welches auf den italienischen Mathematiker Giuseppe Vitali zurückgeht. Beide Lemmata sind bedeutungsvoll für die Herleitung von Sätzen zur Frage der punktweisen Konvergenz von Fourier-Reihen.

## Formulierung
Das Lemma lässt sich angeben wie folgt:
Sei {\displaystyle X} der n-dimensionale euklidische Raum {\displaystyle \mathbb {R} ^{n}\;(n\in \mathbb {N} )} oder – allgemeiner – ein Raum vom homogenen Typ, für den {\displaystyle K} die in der Quasi-Dreiecksungleichung  erscheinende Konstante sein soll.
In {\displaystyle X} seien eine kompakte Teilmenge {\displaystyle Y\neq \emptyset } gegeben und zudem eine Familie {\displaystyle {\mathcal {B}}=(B(x_{j},r_{j}))_{j\in J}} von offenen {\displaystyle X}-Kugeln, welche {\displaystyle Y} überdecken.
Dann gilt:
Es gibt in {\displaystyle {\mathcal {B}}} eine aus endlich vielen paarweise disjunkten {\displaystyle X}-Kugeln bestehende Teilfamilie {\displaystyle (B(x_{t},r_{t}))_{t\in T},\;T\subset J,\;|T|<\infty ,} derart, dass für {\displaystyle M=2K^{2}+K} die {\displaystyle M}-fach vergrößerten  {\displaystyle X}-Kugeln {\displaystyle (B(x_{t},Mr_{t}))_{t\in T}} eine Überdeckung von {\displaystyle Y} bilden.
Im Falle {\displaystyle X=\mathbb {R} ^{n}} kann dabei {\displaystyle K=1} und damit {\displaystyle M=3} gewählt werden.

### Erläuterungen und Anmerkungen
- Ein Raum vom homogenen Typ (englisch space of homogeneous type) ist eine mathematische Raumstruktur {\displaystyle X=(X,d,\mu )} über einer nichtleeren Grundmenge {\displaystyle X} derart, dass {\displaystyle (X,d)} ein semimetrischer Raum und {\displaystyle (X,\mu )} ein Maßraum ist, wobei die folgenden Zusatzbedingungen gelten:
  - Die Semimetrik {\displaystyle d\colon {X\times X}\to [0,\infty ]}, welche die topologische Struktur von {\displaystyle (X,d)} erzeugt, hängt ab von einer Konstanten {\displaystyle K\geq 1}, so dass für {\displaystyle x,y,z\in X} stets die Quasi-Dreiecksungleichung (englisch quasi-triangle inequality) {\displaystyle d(x,y)\leq K(d(x,z)+d(z,y))} erfüllt ist.[7]
  - Der Maßraumstruktur von {\displaystyle (X,\mu )} liegt eine σ-Algebra {\displaystyle {\mathcal {A}}} über der Grundmenge {\displaystyle X} zugrunde, welche die borelsche σ-Algebra von {\displaystyle X} sowie alle {\displaystyle X}-Kugeln {\displaystyle B(x,r)=\{p\in X:d(x,p)<r\};\;(x\in X,\;r>0)} enthält.[8]
  - {\displaystyle \mu \colon {\mathcal {A}}\to [0,\infty ]} ist ein Maß auf {\displaystyle {\mathcal {A}}},
    - welches einerseits für jede {\displaystyle X}-Kugel {\displaystyle B(x,r)} die Ungleichungen {\displaystyle 0<\mu {\bigl (}B(x,r){\bigr )}<\infty } erfüllt,
    - welches andererseits eine Konstante {\displaystyle L>0} aufweist, so dass jede {\displaystyle X}-Kugel {\displaystyle B(x,r)} die Verdopplungseigenschaft {\displaystyle \mu {\bigl (}B(x,2r){\bigr )}<L\mu {\bigl (}B(x,r){\bigr )}} hat,[9]
    - und welches schließlich für die Punkte {\displaystyle x\in X} stets der Bedingung {\displaystyle \mu (\{x\})=0} genügt.
- Im Falle {\displaystyle X=\mathbb {R} ^{n}} wird in der Regel als {\displaystyle d} die übliche euklidische Metrik und als {\displaystyle \mu } das Lebesgue-Maß {\displaystyle \lambda ^{n}} als gegeben vorausgesetzt.
- Die Grundkonzeption der Räume vom homogenen Typ beruht auf Ideen, welche Kennan T. Smith und Lars Hörmander entwickelt haben und die in der heutigen Form im Wesentlichen von Ronald Raphael Coifman und Guido Weiss ausgearbeitet wurden. Eine weiter verallgemeinerte Auffassung des Konzepts gab Steven G. Krantz in seiner Monographie Explorations in Harmonic Analysis.[10]
- Die Räume vom homogenen Typ sind nicht zu verwechseln mit den homogenen Räumen.

## Das Überdeckungslemma von Vitali
Das Überdeckungslemma von Vitali (englisch Vitali covering lemma) lässt sich folgendermaßen formulieren:
Ist {\displaystyle (I_{j})_{j\in J}} eine nichtleere Familie von reellen Intervallen, die allesamt dem Intervall {\displaystyle \mathbb {T} =[0,2\pi )} angehören und die dabei eine Lebesgue-messbare Menge {\displaystyle A\subseteq \mathbb {T} } überdecken, so lässt sich daraus eine endliche oder unendliche Folge {\displaystyle (I_{j_{m}})_{m=1,2,3,\dotsc }} von paarweise disjunkten Intervallen auswählen, welche in Bezug auf das Lebesgue-Maß die Ungleichung
{\displaystyle \lambda ^{1}{\Bigl (}\bigcup _{m=1,2,3,\dotsc }{I_{j_{m}}}{\Bigr )}>{\frac {1}{4}}\lambda ^{1}(A)}
erfüllt.